# 西約克 (伊利諾伊州)
西約克（英語：West York）是位於美國伊利諾伊州克勞福德縣的一個人口普查指定地區。

## 地理
西約克的座標為39°10′16″N 87°40′25″W / 39.17111°N 87.67361°W，而該地最高點為海拔高度156米（即512英尺）。

## 人口
根據2010年美國人口普查的數據，西約克的面積為0.34平方千米，當中陸地面積為0.34平方千米，而水域面積為0.00平方千米。當地共有人口129人，而人口密度為每平方千米379.41人。